# Ксенія Заставська
Ксе́нія Заста́вська (справжнє ім'я — Оксана Володимирівна Присяжнюк; м. Одеса) — українська поетеса, письменниця, сценаристка.

## Життєпис
Закінчила Одеський інститут народного господарства (нині національний економічний університет, спеціальність — банківська справа) та курси журналістів при редакції газети «Вечірня Одеса».
Сценарної майстерності навчалася в драматурга Дмитра Костроменка.
Членка робочої групи з питань розвитку кіно при Одеській міській раді та мистецького польсько-українського партнерства «Barwy Kresowe».

## Доробок
Творчу діяльність розпочала з написання текстів дитячих пісень. У співпраці з композиторкою та вокалісткою Лілією Остапенко були написані пісні, які виконані дитячі групами Одеси, Києва та Нью-Йорка. Авторка кількох пісень для дорослих виконавців.
Книги:
- «Щедрик. Моя сповідь» (2023)[6]

Збірки віршів:
- «Фантазії на тему кохання» (2010)[2][3]

Романи:
- «Галатея по-новому» (2011)[1][2][3]
- «Анна для дона Хуана» (2012)[1][2][3]
- «Шансон на два голоси» (2012)[1][2][3]
- «Бурштинова сага» (2012)[1][3]
- «Талісман кохання» (2013; перекладений на литовську (2015), угорську (2017) та словацьку (2018) мови)[3]
- «STEK. Мереживо життя» (2016; перекладений на литовську мову, 2015)[1][2][3][7]
- «Veto на щастя» (2017)[1][2][3][7]
- «Заломлення» (2018)[3]

Переклади:
- книга «Приховані спогади» естонської письменниці та журналістки Імбі Паю (2019[8]; українська мова; представлена на Книжковому арсеналі в Києві)[3][4]

Сценарії:
- «Актриса» (2018)[9]
- «Стеф» (2022)[10]
- «Щедрик» (2021)[1][3][11][12]
- «БожеВільні» («Діагноз: Дисидент», 2023)[3][13]
- «Базель» (2021)[3]
- «Відьмак»[3]
- «Такі слабкі та сильні жінки» (2024, п'єса, співавторка; поставлена Першим Українським театром на Кіпрі «Крила»)[14]

У 2015 році представляла Україну на Вільнюському міжнародному книжковому ярмарку та мала честь подарувати книгу «Талісман кохання» литовською мовою президенту Литви Далі Грібаускайте і подякувати їй за підтримку України. На ярмарку книгу литовською мовою представив Посол України в Литві Валерій Жовтенко. У 2016 році вдруге була запрошена на Міжнародний книжковий ярмарок, де презентувала свій роман «STEK. Мереживо життя» литовською мовою.

## Нагороди та відзнаки
- за сценарій «Стефа»:
  - переможниця Нью-Йоркської міжнародної кінопремії (2022, США) — у номінаціях «Найкращий сценарій війни» та «Найкращий сценарій драми»[5][15][16];
  - нагорода за найкращий сценарій (Лондон, Велика Британія) — у номінації «Кращий військовий сценарій»[17]
  - переможниця Амстердамського міжнародного кінофестивалю (2022, Нідерланди) — в номінації «Найкращий повнометражний сценарій»[18]
  - переможниця Празької міжнародної кінопремії (Чехія) — в номінації «Найкращий драматичний сценарій»[19]
  - переможниця Кошицького міжнародного кінофестивалю (Словаччина) — в номінації «Найкращий драматичний сценарій»[20]
  - фіналістка Лос-Анджелесської міжнародної премії (2022, США)[10]
  - напівфіналістка Міжнародної сценарної премії «Санта-Барбара» (США)[21]
  - напівфіналістка Лос-Анджелеської кінопремія (LAFA, США)
  - напівфіналістка Міжнародного конкурсу сценаристів — ISC (США)[22]
  - чвертьфіналістка конкурсу «Your Script Produced!» (США)[23]
  - чвертьфіналістка конкурсу «Scriptation Showcase» (США)[22]
  - чвертьфіналістка конкурсу «Park City 2023» (США)[24]
  - номінантка на премію за найкращий сценарій на Міжнародному конкурсі фільмів і сценаріїв у Торонто (Канада)[5]
  - почесна відзнака Міжнародного кінофестивалю «Changing Face» (Австралія)[25]
  - чвертьфіналістка конкурсу сценаріїв кінофестивалю «Велике яблуко» (США)[26]
  - переможниця конкурсу сценаріїв WRPNSC «Winner 2022», отримувачка головної платинової нагороди із внесенням до стіни Слави[27][28]
  - переможниця кінофестивалю «Rome Prisma Film Awards» — номінація «Найкращий сценарій сезону 2022—2023»[29]
  - напівфіналістка кінофестивалю «Atlanta Film Festival» (2023)[30]
  - півфіналістка Міжнародного конкурсу сценаристів «The Golden Script Competition. London. Great Britain»[31]
  - чвертьфіналістка міжнародного конкурсу сценаристів «Filmmatic — Pitch Now Screenplay Competition Season 5»[32]
  - чвертьфіналістка міжнародного сценарного конкурсу «THE BLASTOFF»[22]
  - чвертьфіналістка міжнародного сценарного конкурсу «Outstanding Screenplays Feature Competition»[22]
  - номінантка на головну нагороду за найкращий сценарій повнометражного фільму на міжнародному кінофестивалі «MAGMA Film Awards»[33]
  - номінантка на нагороду за найкращий сценарій 2023 на міжнародному кінофестивалі «SENSEI FilmFest» (Японія)[34]
- за сценарій «Актриса»:
  - фіналістка кінофестивалю в Лас-Вегасі (США)
  - переможниця (премія Gold) конкурсу сценаріїв «WRPNSC» (2022, США)[35]
  - переможниця міжнародного кінофестивалю «LA Independent Women Film Awards» — номінація «Найкращий нереалізований сценарій»[36]
  - переможниця міжнародного кінофестивалю «The Storyteller Film & Screenwriting Contest» — номінація «Найкращий історичний сценарій»[37]
  - переможниця міжнародного сценарного конкурсу «Hollywood Screenplay Awards» — номінація «Найкращий історичний сценарій»[38]
  - переможниця міжнародного кінофестивалю «Oniros Film Awards — New York» — номінація «Найкращий історичний сценарій» (2023)[39]
  - переможниця міжнародного кінофестивалю «New York International Film Awards» — номінація номінації «Найкращий історичний сценарій» (2023)[40]
- за сценарій «Віддалені наслідки / Ever after» (співавторка Наталія Твердохліб):
  - переможниця International Gold Awards (2024, США) — золота нагорода за найкращий сценарій короткометражного фільму[41]
  - переможниця New York Movie Awards (2024, США) — номінація «Найкращий сценарій короткометражного фільму»[42]
  - переможниця Berlin Women Cinema Festival (2024, Німеччина) — номінація «Найкращий сценарій короткометражного фільму»[43]
  - переможниця Milan Gold Awards (2024, Італія) — золота нагорода за сценарій короткометражного фільму[44]
  - переможниця Florence Film Awards (2024, Італія) — номінація «Найкращий сценарій короткометражного фільму»[45]
  - фіналістка міжнародного конкурсу сценаріїв Cannes International Screenplay Awards by Cineverse (2024, Франція)[46]
  - фіналістка Нью-Йоркської міжнародної кінопремії (2024, США) New York International Film Awards — NYIFA (США)[47]
  - фіналістка кінофестивалю Rome Prisma Film Awards (2024, Італія)[48]
- нагорода Українського Міжнародного кінофестивалю «Птах» у Великій Британії — номінація «Найкращий сценарій повнометражного ігрового фільму "БожеВільні"» (2024)[49]
- почесна нагорода Одеської міської ради «Надбання Одеси» (2017)[1].